# CompUSA
CompUSA är en amerikansk hemelektronikkedja grundad 1984. 2007 hade företaget 14 000 anställda. CompUSA har 103 varuhus i USA. Huvudkontoret ligger i Addison, Texas. Den första butiken öppnade år 1985. Den första Southern California-butiken öppnade år 1988, samma år som Computer Superstore.